# Lorika ostrosterna
Lorika ostrosterna (Charmosyna josefinae) – gatunek średniej wielkości ptaka z rodziny papug wschodnich (Psittaculidae) zamieszkujący górskie lasy Nowej Gwinei. Nie jest zagrożony.

## Podgatunki i zasięg występowania
Obecnie (2020) Międzynarodowy Komitet Ornitologiczny (IOC) wyróżnia 3 podgatunki:
- C. j. josefinae (Finsch, 1873) – zachodnia Nowa Gwinea (od półwyspu Ptasia Głowa po Góry Śnieżne);
- C. j. cyclopum Hartert, 1930 – północno-zachodnia Nowa Gwinea;
- C. j. sepikiana Neumann, 1922 – środkowa Nowa Gwinea.

## Morfologia
Loriki ostrosterne mierzą 24 cm długości, natomiast ważą 68 g. W ich ubarwieniu dominuje kolor czerwony. Kark oraz potylica jest czarna, tył wierzchu głowy fioletowy. Zewnętrzna część skrzydeł zielona, krawędzie lotek mają szary nalot. Pokrywy podskrzydłowe są czerwone. Środkowa część kupra ciemnoniebieska. Podbrzusze jest czarne. Ogon czerwony z żółtą krawędzią po bokach (przechodząc przez zielony) oraz końcówką. Niższa część grzbietu samicy jest zielonożółta. U podgatunku C. j. cyclopum brak niebieskawego odcienia na potylicy oraz czarnego na brzuchu. Z kolei tył głowy C. j. sepikiana jest jasnoszary, a brzuch ma bardziej intensywną czarną barwę. Oczy lorik są żółte, a dziób pomarańczowy. Młode osobniki czerń na podbrzuszu, karku i potylicy mają rozmytą kolorem zielonym.

## Ekologia i zachowanie
Naturalnym środowiskiem lorik ostrosternych są górskie lasy od 760 do 2200 m, lecz najczęściej spotykane są od 850 do 1200 m n.p.m. Zazwyczaj żyją w parach lub małych stadach. Pożywienie zdobywają w koronach drzew, często razem z lorikami ognistymi (Charmosynopsis pulchella). Na wolności żywią się głównie pyłkiem, nektarem, pąkami kwiatowymi i miękkimi owocami. W niewoli zaobserwowano, że papugi tego gatunku lubią codziennie się kąpać oraz obgryzać gałęzie.

### Lęgi[7]
Samica składa przeważnie 2 jaja, które wysiaduje razem z samcem na zmianę. Po około 28 dniach inkubacji wykluwają się młode, które ważą ok. 4 g. Do dwudziestego dnia życia są zupełnie ślepe, następnie zaczynają się stopniowo otwierać oczy. W ósmym tygodniu młode opuszczają gniazdo, lecz przez kolejne 3 tygodnie są jeszcze dokarmiane przez rodziców. Po dwóch latach loriki są już dojrzałe płciowo.
Loriki ostrosterne są hodowane w niewoli, lecz nie należą do popularnych gatunków. Jednym z często spotykanych problemów przy ich rozmnażaniu są niezapłodnione jaja w dwóch pierwszych lęgach. Najczęściej wynika to z niedoświadczenia samca.

## Status i ochrona
IUCN uznaje loriki ostrosterne za gatunek najmniejszej troski nieprzerwanie od 1988 roku. Liczebność populacji nie została oszacowana, ale ptak ten opisywany jest jako nieliczny i lokalny w większości jego zasięgu występowania. Ze względu na brak istotnych zagrożeń i dowodów na spadki liczebności BirdLife International uznaje trend populacji za stabilny. Gatunek jest wymieniony w II załączniku CITES.